# Tunisie aux Jeux paralympiques d'été de 2012
La Tunisie participe aux Jeux paralympiques d'été de 2012 à Londres. Il s'agit de la septième participation de ce pays aux Jeux paralympiques d'été. Avec 19 médailles dont neuf en or, la Tunisie termine quatorzième au classement général, devançant des pays comme la France, l'Espagne et le Canada ; elle figure en tête des pays africains.

## Médaillés

### Médailles d'or
| Sport              | Discipline                        | Athlète(s)       | Performance            | Date               |
| Médailles d'or : 9 |                                   |                  |                        |                    |
| Athlétisme         | Lancer de massue femmes F31/32/51 | Maroua Brahmi    | 23,43 m (1 064 points) | 1er septembre 2012 |
| Athlétisme         | 400 m hommes T38                  | Farhat Chida     | 50 s 43                | 3 septembre 2012   |
| Athlétisme         | 200 m hommes T34                  | Walid Ktila      | 27 s 98                | 4 septembre 2012   |
| Athlétisme         | 1 500 m hommes T13                | Abderrahim Zhiou | 3 min 48 s 31          | 4 septembre 2012   |
| Athlétisme         | 800 m hommes T12                  | Abderrahim Zhiou | 1 min 56 s 42          | 5 septembre 2012   |
| Athlétisme         | 400 m hommes T12                  | Mahmoud Khaldi   | 48 s 52                | 6 septembre 2012   |
| Athlétisme         | 400 m femmes T37                  | Neda Bahi        | 1 min 05 s 86          | 8 septembre 2012   |
| Athlétisme         | Lancer du poids femmes F40        | Raoua Tlili      | 9,86 m                 | 8 septembre 2012   |
| Athlétisme         | 100 m hommes T34                  | Walid Ktila      | 15 s 91                | 8 septembre 2012   |

### Médailles d'argent
| Sport                  | Discipline                         | Athlète(s)       | Performance    | Date               |
| Médailles d'argent : 5 |                                    |                  |                |                    |
| Athlétisme             | Lancer du disque femmes F40        | Raoua Tlili      | 31,16 m        | 31 août 2012       |
| Athlétisme             | Lancer du javelot femmes F54/55/56 | Hania Aidi       | 17,40 m        | 5 septembre 2012   |
| Athlétisme             | 400 m femmes T13                   | Somaya Bousaïd   | 56 s 83        | 3 septembre 2012   |
| Athlétisme             | 800 m hommes T37                   | Mohamed Charmi   | 2 min 01 s 45  | 1er septembre 2012 |
| Athlétisme             | 5 000 m hommes T12                 | Abderrahim Zhiou | 14 min 19 s 97 | 3 septembre 2012   |

### Médailles de bronze
| Sport                   | Discipline                        | Athlète(s)       | Performance          | Date             |
| Médailles de bronze : 5 |                                   |                  |                      |                  |
| Athlétisme              | 100 m femmes T37                  | Neda Bahi        | 14 s 36              | 2 septembre 2012 |
| Athlétisme              | 1 500 m hommes T37                | Mohamed Charmi   | 4 min 14 s 90        | 3 septembre 2012 |
| Athlétisme              | Lancer du disque hommes F51/52/53 | Mohamed Zemzemi  | 11,34 m (917 points) | 6 septembre 2012 |
| Athlétisme              | Lancer du poids femmes F32/33     | Maroua Brahmi    | 5,75 m (869 points)  | 6 septembre 2012 |
| Athlétisme              | Marathon T12                      | Abderrahim Zhiou | 2 h 26 min 56 s      | 9 septembre 2012 |

## Athlétisme
31 athlètes tunisiens (treize femmes et 18 hommes) se sont qualifiés pour les épreuves d'athlétisme.
Femmes
- Somaya Bousaïd
- Raoua Tlili
- Hania Aidi
- Maroua Brahmi
- Neda Bahi
- Fadhila Nafati
- Sonia Mansour
- Yousra Ben Jemaâ
- Dhouha Chelhi
- Rabia Belhaj Ahmed
- Saïda Nayli
- Bochra Rzouga
- Aïda Naili

Hommes
- Farhat Chida
- Walid Ktila
- Abderrahim Zhiou
- Mohamed Charmi
- Mohamed Krid
- Mahmoud Khaldi
- Faouzi Rzig
- Mohamed Fouzai
- Abbès Saïdi
- Mohamed Ali Fatnassi
- Faycel Othmani
- Mohamed Amara
- Sofyane Mejri
- Mourad Idoudi
- Ahmed Aouadi
- Hatem Nasrallah
- Mohamed Zemzemi